# Cyprus op het Eurovisiesongfestival 2012
Cyprus nam deel aan het Eurovisiesongfestival 2012. Het was de 30ste deelname van het land op het Eurovisiesongfestival. De CyBC was verantwoordelijk voor de Cypriotische bijdrage voor de editie van 2012.

## Selectieprocedure
Na enkele maanden van geruchten werd op 8 augustus door de Cypriotische omroep bekendgemaakt dat Ivi Adamou het land zou vertegenwoordigen op het Eurovisiesongfestival 2012. De officiële bekendmaking vond plaats in het avondnieuws van de zender. De pas 17-jarige zangeres raakte bekend door haar deelname aan de Griekse versie van X Factor, waar ze als zesde eindigde. In een nationale finale op 25 januari 2012 zou Ivi drie nummers zingen, waarna publiek en jury mochten beslissen met welk nummer ze naar Bakoe zou trekken. Uiteindelijk viel de keuze op La la love.

## A Song for Ivi
| Plaats | Lied                  | Jury | Publiek | Totaal |
| ------ | --------------------- | ---- | ------- | ------ |
| 1      | La la love            | 12   | 12      | 24     |
| 2      | Call the police       | 10   | 8       | 18     |
| 2      | You don't belong here | 8    | 10      | 18     |

## In Bakoe
In Bakoe trad Cyprus aan in de eerste halve finale, op dinsdag 22 mei. Het eindigde als 16e in de finale.

### Gekregen punten

#### Halve Finale 1
| 12 punten               | 10 punten | 8 punten                      | 7 punten                      | 6 punten                 |
| ----------------------- | --------- | ----------------------------- | ----------------------------- | ------------------------ |
| - Griekenland - IJsland | - Israël  | - Spanje                      | - Italië - Roemenië - Rusland | - Albanië - Montenegro   |
| 5 punten                | 4 punten  | 3 punten                      | 2 punten                      | 1 punt                   |
| - Ierland               |           | - België - Letland - Moldavië |                               | - Azerbeidzjan - Finland |

#### Finale
| 12 punten              | 10 punten | 8 punten           | 7 punten                            | 6 punten  |
| ---------------------- | --------- | ------------------ | ----------------------------------- | --------- |
| - Griekenland - Zweden |           | - IJsland - Servië |                                     | - Albanië |
| 5 punten               | 4 punten  | 3 punten           | 2 punten                            | 1 punt    |
| - Italië - Spanje      |           | - Israël           | - Azerbeidzjan - Roemenië - Rusland |           |

### Punten gegeven door Cyprus

#### Halve Finale 1
Punten gegeven in de halve finale:
| 12 punten | Griekenland |
| 10 punten | Albanië     |
| 8 punten  | IJsland     |
| 7 punten  | Rusland     |
| 6 punten  | Roemenië    |
| 5 punten  | Hongarije   |
| 4 punten  | Denemarken  |
| 3 punten  | Moldavië    |
| 2 punten  | Zwitserland |
| 1 punt    | Israël      |

#### Finale
Punten gegeven in de finale:
| 12 punten | Griekenland  |
| 10 punten | Zweden       |
| 8 punten  | Azerbeidzjan |
| 7 punten  | Servië       |
| 6 punten  | Spanje       |
| 5 punten  | Rusland      |
| 4 punten  | Albanië      |
| 3 punten  | Roemenië     |
| 2 punten  | Italië       |
| 1 punt    | IJsland      |